# كينشي يونيزو
كينشي يونيزو (مواليد 10 مارس 1991) هو مغني وكاتب أغاني ياباني، بدأ مشواره الفني عام 2009.

## روابط خارجية
كينشي يونيزو على موقع IMDb (الإنجليزية)
- كينشي يونيزو على موقع ميوزك برينز (الإنجليزية)
- كينشي يونيزو على موقع ميوزك برينز (الإنجليزية)
- كينشي يونيزو على موقع أول ميوزيك (الإنجليزية)
- كينشي يونيزو على موقع ديسكوغز (الإنجليزية)
- كينشي يونيزو على موقع قاعدة بيانات الفيلم (الإنجليزية)
- كينشي يونيزو على موقع ANN person (الإنجليزية)